# Jonathan Cícero Moreira
Jonathan Cícero Moreira (Conselheiro Lafaiete, 27 de fevereiro de 1986), é um ex-futebolista brasileiro que atuava como lateral-direito. Atualmente é treinador das categorias de base do Athletico Paranaense.

## Carreira

### Cruzeiro
Jonathan começou a jogar futebol em Ouro Branco, Minas Gerais, aos sete anos de idade, na escola de futebol da Associação dos Empregados da Gerdau Açominas - AEA.[carece de fontes?]

#### 2000 a 2005
Aos 13 anos em 2000, passou no teste para compor uma das categorias de base do Cruzeiro, e permaneceu lá por 5 anos.

#### 2005 a 2009
Começou a jogar na equipe profissional em 2005. A partir dali se tornou um dos melhores laterais-direito do Brasil, ganhando três títulos estaduais pelo Cruzeiro.
Em 2009, foi eleito o melhor lateral direito do Campeonato Brasileiro de Futebol, o que, segundo a imprensa, teria despertado interesse do time espanhol Real Madrid. A especulação não foi confirmada pelo jogador, que ficou mesmo pelo Brasil.

#### 2010
De saída em 2010, deixou o clube com 239 partidas, um dos jogadores com mais jogos pelo Cruzeiro.

### Santos
Em dezembro de 2010, o Santos acertou a contratação do jogador que vinha sofrendo lesões. O clube paulista pagou 2 milhões de euros (cerca de 4,4 milhões de reais). Em suas primeiras partidas fez boas apresentações mas voltou a ter problemas físicos. Marcou pela primeira vez em 27 de março, em partida valida pelo Campeonato Paulista contra o Ituano. No primeiro semestre foi Campeão Paulista e da Copa Libertadores da América. Sua passagem pelo clube foi bastante prejudicada por seguidas lesões, mas sempre atuou bem quando esteve em campo, Jonathan atuou em apenas 20 partidas.

### Internazionale
Em 12 de julho de 2011, após pouco mais de um semestre no Santos, a Internazionale anunciou a contratação de Jonathan. O jogador assinou um contrato de 4 anos com o clube.
No ano de 2013, Jonathan começou não render o esperado pela Inter, e chegou a ser especulado por clubes brasileiros que sonhavam em repatriá-lo, entre eles o Flamengo. O jogador chegou até a ser cogitado como reforço, porém as negociações  não andaram e Jonathan continuou jogando pela Inter.

### Fluminense
Em setembro de 2015, acertou com o Fluminense até dezembro de 2016.

### Atlético Paranaense
Em dezembro de 2016, após não ter seu vínculo renovado com o Fluminense, Jonathan assinou com o Atlético Paranaense até o final de 2017.

## Títulos
Athletico Paranaense
- Copa Sul-Americana: 2018
- Copa do Brasil: 2019
- Copa Suruga Bank: 2019
- Campeonato Paranaense: 2020

Fluminense
- Primeira Liga: 2016

Santos
- Copa Libertadores da América: 2011[4]
- Campeonato Paulista: 2011

Cruzeiro
- Campeonato Internacional de Verano: 2009
- Campeonato Mineiro: 2006, 2008 e 2009

Seleção Brasileira Sub-17
- Copa do Mundo FIFA: 2003
- Copa dos Campeões do Mundo: 2002

### Prêmios individuais
- Bola de Prata: 2009
- Prêmio Craque do Brasileirão: 2009
- Seleção do Campeonato Brasileiro: 2009